# 3158 Anga
A 3158 Anga (ideiglenes jelöléssel 1976 SU2) a Naprendszer kisbolygóövében található aszteroida. Nyikolaj Sztyepanovics Csernih fedezte fel 1976. szeptember 24-én.